# کاراپت میناسیان
کاراپت (کارو) هاروتیونی میناسیان (ارمنی: Կարապետ (Կարո) Հարությունի Մինասյան؛ زاده ۲۲ مارس ۱۹۰۸ - درگذشته ۲۴ ژانویهٔ ۱۹۶۶) طراح صحنه اهل ارمنستان بود. وی بین سال‌های - تا - میلادی فعالیت می‌کرد.

## زندگی‌نامه
وی در ۲۲ مارس ۱۹۰۸ در قارص به دنیا آمد و از آکادمی هنرهای زیبای تفلیس (۱۹۲۹) و انستیتو نقاشی، مجسمه‌سازی و معماری ایلیا رپین (۱۹۳۶) فارغ‌التحصیل گشت. وی همچنین برنده جوایزی همچون چهره هنری شایسته ارمنستان شوروی شد. وی در ۲۴ ژانویهٔ ۱۹۶۶ در سن ۵۷ سالگی در ایروان درگذشت.

## یادداشت
1. ↑  բեմանկարիչ